# Andy Timmons
Andy Timmons (ur. 26 czerwca 1963 w Evansville) – amerykański muzyk sesyjny i instrumentalista, wirtuoz gitary. Znany z występów w grupach muzycznych Danger Danger oraz Pawn Kings oraz współpracy z Simon Phillips, Olivia Newton-John, Kip Winger, Paula Abdul, Paul Stanley, Steve Vai, Joe Satriani, Eric Johnson, Steve Morse, Mike Stern, Ace Frehley, Ted Nugent czy Pierre Bensusan.
Muzyk korzysta z wysokiej klasy gitar japońskiej firmy Ibanez model AT10, które sygnowane są jego nazwiskiem.

## Dyskografia
- Ear X-Tacy (1996)
- Ear X-Tacy 2 (1997)
- The spoken and the unspoken (1999)
- Orange Swirl (2000)
- And-Thology 1 & 2 (2000)
- That Was Then, This Is Now (2002)
- Resolution (2006)